# ساوترن هایلندز
ساوترن هایلندز یا ارتفاعات جنوبی (به انگلیسی: Southern Highlands) ناحیه‌ای واقع در ایالت نیو ساوت ولز در استرالیا می‌باشد.